# C 지역화 함수
컴퓨팅에서 C 지역화 함수(C localization functions)는 기본적인 지역화 루틴을 구현한 C 프로그래밍 언어내 함수 모음이다. 이 기능은 다국어 프로그램에서 사용되어 특정 로케일에 조정된다. 특히, 숫자나 통화를 표시하는 방법을 수정하는 데 쓰인다. 이 설정은 C 표준 라이브러리 내 입출력 함수의 동작에 영향을 준다.

## 예시
```
#include
 
<stdio.h>

#include
 
<stdlib.h>

#include
 
<locale.h>

int
 
main
(
void
)

{

    
/* Locale is set to "C" before this. This call sets it

       to the "current locale" by reading environment variables: */

    
setlocale
(
LC_ALL
,
 
""
);

    
const
 
struct
 
lconv
 
*
 
const
 
currentlocale
 
=
 
localeconv
();

    
printf
(
"In the current locale, the default currency symbol is: %s
\n
"
,

        
currentlocale
->
currency_symbol
);

    
return
 
EXIT_SUCCESS
;

}

```

## 같이 보기
- 로케일